# Camostat
Camostat mesilato (INN; codice di sviluppo FOY-305) della Giapponese Ono Pharmaceutical Co., Ltd., con il nome commerciale di Foipan, è un inibitore della serin proteasi. È un inibitore non è peptidico orale dell'enzima proteolitico, con attività anti-tripsina e anti-plasmina.
Il Camostat è un inibitore della proteasi simile alla tripsina, inibisce la funzione del canale epiteliale del sodio nelle vie aeree (ENaC), meno potente per la tripsina, la prostasina e la matriptasi.

## Impieghi clinici
Il Camostat ha un ampio ventaglio di possibili impieghi clinici perché il target molecolare: la serin-proteasi è praticamente ubiquitaria nel corpo umano.
Viene usato nel trattamento di alcune forme di cancro ed è anche efficace anche contro alcune infezioni virali, oltre a inibire la fibrosi nel fegato o nelle malattie renali o nella pancreatite.
Il Camostat è un inibitore-TMPRSS2 approvato per l'uso clinico solamente in Giappone per il trattamento della fibrosi epatica e renale, l'esofagite da reflusso postoperatorio e la pancreatite, oltre ad altri possibili impieghi off-label.
Esso è studiato allo stadio pre-clinico nei confronti della infezione da COVID-19, presso l'Università di Gottinga in Germania, poiché inibisce una proteina necessaria al virus Sars-CoV-2 per aprire il "cancello" che gli permette di penetrare la cellula bersaglio. Uno studio in vitro mostra come Camostat è in grado di ridurre significativamente l'infezione delle cellule polmonari di Calu-3 da SARS-CoV-2, il virus responsabile di COVID-19.

## Farmacodinamica
In vitro il Camostat (30 μM) prolunga l'attenuazione della funzione ENaC nei modelli di cellule epiteliali delle vie aeree umane che è reversibile con l'aggiunta di tripsina in eccesso. [1] Camostat mesilato (500 mM) inibisce la generazione di TGF-beta sopprimendo l'attività del plasmina e riduce l'attività del TGF-beta, che blocca l'attivazione in vitro degli HSC. [2] Camostat mesilato (20 mM) combinato con insulina provoca un significativo effetto ipoglicemizzante dopo somministrazione intestinale estesa. Camostat mesilato (20 mM) è efficace nel ridurre la degradazione dell'insulina negli omogenati intestinali piccoli e grandi dei ratti. [3]Camostat mesilato (2 mM) inibisce la produzione di MCP-1 e TNF nei monociti di ratto attivati. Camostat mesilato (2 mM) inibisce la proliferazione e la produzione di MCP-1 di PSC di ratto in coltura. [4]
In vivo
Camostat (100 µg / kg esso) induce una potente e prolungata attenuazione dell'attività ENaC nella trachea della cavia. [1] Camostat mesilato (1-2 mg / g di dieta) attenua marcatamente un aumento dei livelli di plasmina epatica e TGF-beta, attivazione di HSC e fibrosi epatica senza evidenti effetti collaterali sistemici o locali nei ratti trattati con siero suino. [2]Camostat mesilato (1 mg / g) previene l'atrofia pancreatica e migliora la funzione esocrina pancreatica della pancreatite cronica di ratto indotta da DBTC. Camostat mesilato (1 mg / g) inibisce l'infiammazione cronica e la fibrosi pancreatica indotte da DBTC. Camostat mesilato (1 mg / g) inibisce lo sviluppo della fibrosi pancreatica e l'attivazione di PSC nel pancreas indotto da DBTC. Camostat mesilato (1 mg / g) sopprime l'infiltrazione di monociti e inibisce l'espressione di MCP-1 sia nel siero che nel tessuto pancreatico. [4] Camostat mesilato (100 mg / kg) aumenta significativamente il peso corporeo e il peso umido del pancreas e inibisce significativamente i cambiamenti infiammatori e la fibrosi del pancreas attraverso la soppressione delle espressioni geniche di PAP, p8 e citochine nella pancreatite cronica di ratto. [5]
È noto come l'interazione da parte della proteina spike sulla serin-proteasi transmembrana 2 (TMPRSS2) è essenziale per l'ingresso dei virus: SARS-CoV-2, SARS-CoV e MERS-CoV ciò si realizza grazie l'interazione della proteina spike con il recettore dell'enzima convertitore dell'angiotensina (ACE2).